# Юганова, Алла Сергеевна
А́лла Серге́евна Юга́нова (род. 19 января 1982, Москва, РСФСР, СССР) — российская актриса театра и кино, певица и автор песен. Заслуженная артистка Российской Федерации (2023).

## Биография
Алла Юганова родилась 19 января 1982 года в Москве. Мать — Евгения Ивановна  работала учителем музыки, отец — Сергей Николаевич, поработал много лет водителем и охранником, сестра — Светлана.
С детства мечтала стать актрисой. В 1998 году, учась в десятом классе средней школы, поступила вольным слушателем в Щепкинское училище (актёрский курс В. Н. Иванова и В. М. Бейлиса). За полгода экстерном окончила школу и стала полноценной студенткой, после чего была переведёна на курс Риммы Гавриловны Солнцевой.
На втором курсе пригласили в Государственный академический Малый театр России на роли Белочки в спектакле «Сказка о царе Салтане» и Герды в «Снежной королеве», а также на эпизодические роли девушек, почти без слов.
В 2000 году, во время учёбы на третьем курсе, студентке предложили сняться в одной из главных ролей в турецком художественном фильме «Балалайка» режиссёра Али Озгентюрка.
В 2002 году окончила Высшее театральное училище имени М. С. Щепкина и была принята в труппу Московского государственного театра «Ленком», где служит по настоящее время. Мечта актрисы сбылась — она пришла в легендарный «Ленком», где думала сыграть хотя бы в составе массовки, стоя со свечкой в знаменитой постановке «Юнона и Авось», но её почти сразу ввели на роль Кончиты в этом спектакле, а позже утвердили на роль Нины Заречной в «Чайке».
Сотрудничает также с другими театрами Москвы. С 2002 года в Театре музыки и поэзии под руководством Елены Камбуровой она занята в спектаклях «Роман в письмах», «Туве Янссон. Точка слева», «Снился мне сад…». В Государственном театре наций участвует в постановках «Роман без ремарок» и «Стеклянный зверинец», в театре «Квартет И» — «Проявления любви», в Театре антрепризы — «Сны идиотки».
Своей первой серьёзной работой в кино считает главную роль в телесериале «Сибирочка» (2003). Затем последовали роли в телесериалах «Близнецы» (2004), «Тариф на любовь» (2004), «Мой личный враг» (2005).

## Личная жизнь
- Дочь — Анна (род. 21 мая 2012; от актёра Павла Кузьмина).

## Премии и награды
- Лауреат приза Президента ХХ Московского международного фестиваля детского кино в номинации «За дебют в телевизионном многосерийном фильме» (телесериал «Сибирочка», режиссёр Вл. Грамматиков).
- Благодарность министра Правительства Москвы, руководителя Департамента культуры города Москвы «За большой вклад в развитие культуры города Москвы и многолетнюю творческую деятельность» (2020 год).
- Почётный деятель искусств города Москвы (2021 год).
- Заслуженная артистка Российской Федерации (8 ноября 2023 года) — за большой вклад в развитие отечественной культуры и искусства, многолетнюю плодотворную деятельность[5].

## Творчество

### Роли в театре

#### Дипломные спектакли
- «Женитьба Бальзаминова» А. Н. Островского — Анфиса Панфиловна Пежёнова
- «Варвары» М. Горького — Катя
- «Страх № 1» Эдуардо Де Филиппо — Мария
- «20 минут c ангелом» Вампилова — Фаина
- «Маугли» — самый маленький волчонок

#### Московский государственный театр «Ленком»
- «Безумный день, или Женитьба Фигаро» (режиссёр — Марк Захаров) — Фаншетта
- «Две женщины» (режиссёр — Владимир Мирзоев) — Катя
- «Шут Балакирев» (режиссёр — Марк Захаров) — Головкина, камер-фрейлина
- «Ва-банк» (режиссёр — Марк Захаров) — девка
- «Юнона и Авось» (режиссёр — Марк Захаров) — Кончита
- «Пролетая над гнездом кукушки» (режиссёр — Александр Морфов) — Кэнди
- «Тартюф» (режиссёр — Владимир Мирзоев) — Мариана, дочь Оргона, влюблённая в Валера
- «Чайка» (режиссёр — Марк Захаров) — Нина Михайловна Заречная, молодая девушка, дочь богатого помещика
- «Аквитанская львица» (режиссёр — Глеб Панфилов) — Эллис
- «Пер Гюнт» (режиссёры — Марк Захаров, Олег Глушков) — Сольвейг, дочь четы переселенцев

#### Театр музыки и поэзиипод руководствомЕлены Камбуровой(Москва)
- 2002 — «Роман в письмах» по прозаическому произведению А. С. Пушкина (режиссёр — Игорь Ларин; премьера — 5 октября 2002 года) — Лиза
- 2005 — «Туве Янссон. Точка слева», сказка для взрослых по мотивам произведений Туве Янссон, Генри Лонгфелло, Александра Введенского (режиссёр — Александр Марченко; премьера — 18 декабря 2005 года) — Титу-ву, Трясунчик
- 2011 — «Снился мне сад…» Вадим Жука и Елены Покорской (жанр — «романс в интерьере»; режиссёр — Ольга Анохина; премьера — 20 ноября 2011 года) — Ирина Васильевна, жена владельца фабрики Сергея Воловича

#### Государственный театр наций(Москва)
- 2004—2009 — «Роман без ремарок» по мотивам романа «Зинзивер» Виктора Слипенчука (режиссёр — Геннадий Шапошников) — Розочка
- 2013 — «Стеклянный зверинец» по одноимённой пьесе Теннесси Уильямса (режиссёр — Туфан Имамутдинов; премьера — 16 февраля 2013 года) — Лаура Уингфилд, дочь Аманды

#### Театр антрепризы
- «Сны идиотки» Л.Бочкова (режиссёр — Виталий Иванов) — Нэнси

#### Театр «Квартет И» (Москва)
- «ПроЯвлениЯ» (режиссёр — О. Субботина) —

### Фильмография

#### Художественные фильмы
- 2000 — Балалайка (Турция) — Ольга, девушка-инвалид, племянница Татьяны
- 2004 — 32 декабря — Маргарита (в молодости)
- 2004 — Тариф на любовь — Екатерина
- 2006 — А Вы ему кто? — Евгения Агапова, медсестра
- 2007 — Тормозной путь — Людмила (Люся) Олеговна Охотко
- 2008 — Ясновидящая — Ксения Петровна Колышева, ясновидящая
- 2010 — Подруги — Любовь Петровна Уварова
- 2012 — Гольфстрим под айсбергом (киноальманах) — Майя, дочь Франца
- 2012 — День учителя — соседка по квартире учителя русского языка и литературы Афанасия Петровича Деркача
- 2014 — Москва-Лопушки — Мария, двоюродная сестра Полины
- 2015 — Наследники — Екатерина Георгиевна Кузнецова, врач-педиатр
- 2015 — Воин — Мария
- 2016 — Замуж в Новый год — Люся
- 2016 — Мама, не уезжай! — мама
- 2016 — Не говорите мне о нём — Любовь Филатова, главный технолог на кондитерской фабрике
- 2017 — Когда возвращается прошлое — Надя Семёнова
- 2018 — Призраки прошлого — Лена Матохина
- 2018 — Мы всё равно будем вместе — Вера
- 2018 — Виноград — Дарина Антипенко
- 2018 — Тётя Маша — Анна Смирнова
- 2019 — Сторож — Вера
- 2024 — Почему ты? — Ирина Георгиевна, мать Аллы, прокурор

#### Телесериалы
- 2002 — Свободная женщина — эпизод
- 2003 — Сибирочка — «Сибирочка»
- 2004 — Близнецы (фильм № 1 «Восточное наследство», фильм № 2 «Проценты кровью») — Надежда Аксёнова
- 2004 — Холостяки — Надежда
- 2005 — Адъютанты любви — Зося
- 2005 — Воскресенье в женской бане (серия № 6 «Обыкновенные истории») — Марина
- 2005 — Мой личный враг — Екатерина, подруга Александры Потаповой
- 2006 — Утёсов. Песня длиною в жизнь — Любовь, циркачка
- 2006 — Карамболь — Татьяна Попова
- 2007 — Такси для ангела — Алиса, журналист, личный секретарь погибшей писательницы Аглаи Канунниковой
- 2007 — Мой личный враг 2 — Екатерина, подруга Александры Потаповой
- 2008 — Фотограф (серия № 1 «Возьми меня на небеса») — Юлия Черемха
- 2010 — Женские мечты о дальних странах — Надежда Прокофьева, секретарь
- 2010 — Последняя минута — эпизод
- 2010 — Женить миллионера! — Людмила (Люся) Алексеевна Петрова, бывшая невеста и будущая жена преуспевающего бизнесмена Николая Яковлевича, невестка Нины Петровны
- 2010 — Вышел ёжик из тумана — Елена Бобылёва, деревенская девушка, внучка Екатерины, лучшая подруга Маргариты Золотницкой, приёмная мать Алевтины Смирновой
- 2010 — Земский доктор — Ксения
- 2011 — Биение сердца — Мария, сводная сестра Нины Ильиной и старшая сестра Кеши, дочь Натальи
- 2011 — Достоевский — Анна Григорьевна Достоевская (Сниткина), вторая жена Ф. М. Достоевского
- 2011 — Карамель — Анна Беляева
- 2013 — Любовь с испытательным сроком — Наталья Селезнёва, библиотекарь
- 2014 — Снова один на всех — Нина Гришина, старший воспитатель в детском доме
- 2014 — Соблазн  — Люся Феоктистова, знакомая Веры
- 2015 — Убийство на троих — Ирина Снегирёва, математик, подруга художника Екатерины Дроновой и нотариуса Жанны Ташьян
- 2015 — Марафон для трёх граций — Ирина Снегирёва, математик, подруга художника Екатерины Дроновой и нотариуса Жанны Ташьян
- 2015 — Погоня за тремя зайцами — Ирина Снегирёва, математик, подруга художника Екатерины Дроновой и нотариуса Жанны Ташьян
- 2015 — Рая знает — Елизавета, жена участкового Виктора Сергеевича Петрова
- 2015 — Смешная жизнь — Екатерина
- 2016 — Призрак уездного театра — Ляля Вершинина, завлит Дрёмовского театра
- 2016 — Ключ к его сердцу — Дарья Романова, массажист
- 2016 — Три лани на алмазной тропе — Ирина Снегирёва, математик, подруга художника Екатерины Дроновой и нотариуса Жанны Ташьян
- 2017 — Трое в лифте, не считая собаки — Ирина Снегирёва, математик, подруга художника Екатерины Дроновой и нотариуса Жанны Ташьян
- 2017 — Мышеловка на три персоны — Ирина Снегирёва, математик, подруга художника Екатерины Дроновой и нотариуса Жанны Ташьян
- 2017 — По ту сторону смерти (фильм № 3 «Чокнутая») — Марина Савельевна Кузьменко, няня сына Анны Даниловны Покровской / Анна Сергеевна Матюхина
- 2017 — Птичка певчая — Ольга Соловьёва
- 2017 — Перекрёстки — Ольга Летаева
- 2018 — Женщины — Александра, подруга Надежды и Валентины
- 2019 — Наказание без преступления — Наталья Андреевна Никконен, экскурсовод в графской усадьбе, жена финского бизнесмена Ларса Никконена, мать Микаэля (Мишеньки)
- 2020 — Спасская — Надежда Зуева, председатель благотворительного фонда
- 2021 — Медиатор — Татьяна Викторовна Дашевская (в молодости)
- 2021 — Старая развалина — Марина
- 2023 — Тайны следствия-23 — Варвара Воронова

### Дискография (в составе группы «Девушкин сон»)
1. 2008 — «Быстрые сны» [Shadowplay rec]
2. 2011 — «Инопланетянка» [Shadowplay rec]